# Bascons
Bascons är en kommun i departementet Landes i regionen Nouvelle-Aquitaine i sydvästra Frankrike. Kommunen ligger i kantonen Grenade-sur-l'Adour som tillhör arrondissementet Mont-de-Marsan. År 2022 hade Bascons 868 invånare.

## Befolkningsutveckling
Antalet invånare i kommunen Bascons
Referens:INSEE